# Kunstnergaven til Sønderjylland
Kunstnergaven til Sønderjylland var en gave bestående af kunstværker til sønderjyderne i forbindelse med Genforeningen. Oprindelig var den tænkt som en gave i forbindelse med 50-året for tabet af Sønderjylland til Preussen i 1864. En komité dannedes i 1914, denne igangsatte en indsamling af penge. Da 1. Verdenskrig stoppede indsamlingen af penge til gaven, var der indsamlet 78.000 kr.
For pengene skulle der købes kunstværker med historiske referencer og værker skulle efter planen udstilles permanent i forsamlingshusene i Nordslesvig. Desuden skulle der købes et fælles mødested for de dansksindede i Nordslesvig, og størstedelen af penge gik til købet af Flensborghus.
Tysklands nederlag i 1. Verdenskrig og Versailles-fredens bestemmelser om folkeafstemninger gav nye perspektiver. En genforening af Slesvig og Danmark blev en mulighed og komitéen genoptog indsamlingen af penge. I november 1920 opdeles Slesvig og Nordslesvig bliver dansk.
Inden værkerne nåede til Sønderjylland, blev de udstillet samlet på Charlottenborg i København i tiden 27. januar - 6. februar 1921. Udstillingskataloget havde titlen FORTEGNELSE over kunstneriske Gaver indsamlede 1914-1920 til Grundlæggelse af DANSK KUNSTSAMLING I SØNDERJYLLAND og indeholdte 431 numre,. Kunstnergaven var kunstneres fornemme gave til den sønderjyske befolkning efter Genforeningen i 1920, men også private donerede værker. Udstillingen fik titlen Gave fra dansk Kunst til Sønderjylland.
Værkerne kunne nu blive kulturarv i et dansk Sønderjylland. Indsamlingen intensiveredes derfor, især i årene 1919-20, og samlingen kom efterhånden til at rumme over 500, værker i form af malerier, grafik, skulpturer og kunsthåndværk.
Gaven er enestående, også internationalt set. Gaven giver et helhedsbillede af en kunstopfattelse og en national identitetsfølelse, som ikke kan ses i nogen anden kunstsamling.
Værker endte med at blive fordelt på museerne i de fire sønderjyske byer Haderslev, Aabenraa, Sønderborg og Tønder, da den oprindelige tanke med en fordeling på forsamlingshusene ikke længere havde samme vægt, da Sønderjylland ikke længere var en provins i Preussen.
De indsamlede værker bærer ikke præg at modernismen selvom indsamlingen foregik i tiden hvor modernismen kulminerede i dansk billedkunst. Årsagen hertil var at den oprindelige var at idé om at visualisere dansk historie og det at værkerne ikke blev samlet på et nyt kunstmuseum, hvorved de unge kunstnere (modernisterne) undlod at donere værker til gaven. Flertallet af giverne var ældre kunstnere med rod i historicismen og det nationale.
176 forskellige kunstnere har udført værkerne i samlingen. En del var døde inden indsamlingen, det gælder Bertel Thorvaldsen, J.Th. Lundbye, Herman Wilhelm Bissen, Martinus Rørbye, Wilhelm Marstrand, Heinrich Hansen, Jørgen Sonne og Wilhelm Zillen deres værker blev skænket af private. Komitéen købte værker af Vilhelm Kyhn, Lorenz Frölich og Frederik Vermehren der også var døde inden indsamlingen startede. Af de 165 kunstnere der levede ved indsamlingens start var 56 født mellem 1830 og 1860, 78 mellem 1860 og 1875 og kun 28 var født efter 1875. De 78 der er født mellem 1860 og 1875 er uddannet i N.L. Høyens ånd selv om har døde i 1870, hans efterfølgere Frederik Vermehren, Julius Exner og Christen Dalsgaard forsatte hans linje.
Få fra samtidskunsten og få modernister er med i samlingen, Sigurd Swane deltager i forarbejdet og skænker et værk. Modernisterne ville gerne bidrage under forudsætning af, at der blev skabt et sønderjysk kunstmuseum, men det blev der ikke politisk enighed om. Derfor blev samlingen stærkt påvirket af den Høyenske ånd, og blev mere et kulturhistorisk dokument end et kunsthistorisk. Værker fra modernisterne er Helga Møllers Blomster, udateret, Axel Bredsdorffs Portræt af Vilhelm la Cour, 1919, Sigurd Swane, Bøgekroner. Højsommer. Wedellsborg, 1912 og sikkert det mest betydningsfulde værk i samlingen og det modernistiske Ebba Carsensens Hegnsmandens hus, 1918.
Ved 75året for Genforeningen udkom bogen, Kunstnergaven til Sønderjylland redigeret af Birgit Jenvold. Som på forsiden har en kopi af Carla Colsmans maleri Flagene til Sønderjylland syes på Christiansborg, 1919, det eneste værk der direkte relaterer sig til Genforeningen.

## Udvalg af værker
- Valdemar Irminger, Ørne, 1920, Museum Sønderjylland
- Ingeborg Rode, Gamle historier, malet efter lærer Tofte, "De sønderjyske piger"s far, udateret, Museum Sønderjylland, Sønderborg Slot
- N.P. Mols, Ribe set fra landevejen til Sønderjylland, 1918, Museum Sønderjylland, Sønderborg Slot
- Harald Slott-Møller, Pigen, der finder guldhornet, 1906, Haderslev Museum

## Ekstern henvisning
- Museum Søndejylland Arkiveret 19. januar 2014 hos  Wayback Machine